# म
Cette page contient des caractères spéciaux ou non latins. S’ils s’affichent mal (▯, ?, etc.), consultez la page d’aide Unicode.
म, appelé ma et transcrit m, est une consonne de l’alphasyllabaire devanagari.

## Représentations informatiques
Ses Unicode sont :
| formes | représentations | chaînes de caractères | points de code | descriptions                                    |
| ------ | --------------- | --------------------- | -------------- | ----------------------------------------------- |
| pleine | म               | म                     | U+092E         | lettre devanagari ma                            |
| morte  | म्               | म◌्                    | U+092E U+094D  | lettre devanagari ma, symbole devanagari virama |